# Koldo Gil
Koldo Gil Pérez (Burlada, Pamplona, Navarra, 16 de enero de 1978) es un exciclista español.

## Biografía
Nacido en Pamplona o Burlada, se formó en el Club Ciclista Villavés al ser el municipio de Villava limítrofe con Burlada y al carecer esta última de un club ciclista por aquel entonces. En su salto a aficionados con el Caja Rural ya logró la victoria de la Vuelta a Segovia. Posteriormente fichó por el Banesto para su categoría de aficionados y fue con este equipo con el que ganó la Vuelta a Palencia en 1999, además de la Vuelta al Bidasoa en 2000 por delante de David Herrero y de Joaquin Rodriguez, la etapa reina de la Vuelta a Navarra y la etapa reina de la Vuelta al Goierri de ese mismo año, dando el salto a profesionales en el año 2001. Pertenece desde 2003 a la estructura del equipo Liberty Seguros, anteriormente patrocinado por la fundación ONCE y Eroski.
Su triunfo más importante es la 7.ª etapa del Giro de Italia 2005, conseguida el 14 de mayo, día en el que también consiguió enfundarse el maillot verde de líder de la montaña. Finalmente no pudo defender el maillot y tuvo que abandonar el Giro por culpa de una tendinitis.
A día de 19 de junio de 2005 ocupa la posición 62, con 23 puntos en el Ranking del UCI ProTour. Después de haber sido en 2004 el primer navarro que entraba entre los 100 primeros del Ranking desde Miguel Induráin.
En 2006 gana la Vuelta a Suiza por la suspensión de Jan Ullrich por dopaje.
Finalmente acabó la temporada en el puesto 92, con los mismos 23 puntos de junio, ya que no pudo correr más debido a problemas físicos. Finalizó la temporada fichando por el equipo Saunier Duval-Prodir, como líder para buscar el podio en la Vuelta a España. No obstante acabó retirándose habiendo disputado dos únicas grandes vueltas.

## Palmarés
| 2002 - 1 etapa Vuelta a La Rioja 2004 - Vuelta a Castilla y León 2005 - Vuelta a Murcia - 1 etapa Giro de Italia 2006 - Euskal Bizikleta, más 2 etapas - Vuelta a Suiza, más 1 etapa | 2007 - Subida al Naranco - Vuelta a Asturias 2008 - 1 etapa del Trofeo Joaquim Agostinho |

## Resultados en Grandes Vueltas
Durante su carrera deportiva consiguió los siguientes puestos en las Grandes Vueltas:
| Carrera | Carrera         | 2001 | 2002 | 2003 | 2004 | 2005 | 2006 | 2007 | 2008 |
| ------- | --------------- | ---- | ---- | ---- | ---- | ---- | ---- | ---- | ---- |
|         | Giro de Italia  | —    | —    | —    | —    | Ab.  | —    | —    | —    |
|         | Tour de Francia | —    | —    | —    | —    | —    | —    | —    | —    |
|         | Vuelta a España | —    | —    | —    | 61.º | —    | —    | —    | —    |

—: No participa

Ab.: Abandono

## Equipos
- iBanesto.com (2001-2002)
- ONCE/Liberty Seguros (2003-2005)
  - ONCE-Eroski (2003)
  - Liberty Seguros (2004)
  - Liberty Seguros-Würth (2005)
- Saunier Duval-Prodir (2006-2007)
- Liberty Seguros Continental (2008)